# Chionoxantha trophotalis
Chionoxantha trophotalis là một loài bướm đêm trong họ Noctuidae.